# 李慧民
李慧民（1918年11月24日—1987年12月23日）。河南省開封人，夫籍熱河省圍場縣。民國37年（1948年）在熱河省選區當選第一屆立法委員

## 生平[3][4][5][6]
- 民國31年，畢業於開封河南大學文學院文史系畢業
- 河南南陽縣南陽縣立中心小學校長
- 湖北省立巴東中學敎師
- 貴州省綏陽縣綏陽縣中學訓導主任
- 貴州省綏陽縣民敎館長
- 貴州省綏陽縣政府檔案室主任
- 貴州省綏陽縣婦女會常務理事
- 民國34年，因夫君職務調動，轉任熱河省政府民政廳編審
- 民國35年5月起，當選熱河省婦女會常務理事
- 民國37年，當選熱河省立法委員
- 民國76年12月23日病逝[7]